# Парма (футбольний клуб)
«Парма» (італ. Parma Calcio 1913 S.r.l., офіційно «Парма Кальчо 1913») — професійний італійський футбольний клуб з міста Парма. Заснований у 1913 році і грає у Серії B. До елітного дивізіону італійського футболу клуб потрапив у 1990 році, де одразу став одним з лідерів. Впевнену гру команда показувала як у чемпіонаті країни, так і в Єврокубках. У 1992 році команда виграла домашній кубок, а у 1993 стала володарем Кубка Кубків. Того ж року клуб зіграв за Суперкубок УЄФА з «Міланом» і здолав ґранда італійського футболу. У 1995 році команда виграла Кубок УЄФА, де у фіналі зустрілася з «Ювентусом».
У 2003 році компанія-власник клубу зазнала краху і клуб вибув з Серії А. Через 4 роки команда повернулася до елітного футболу, але сезон 2007—2008 завершився для команди дуже погано (19 місце з 20). Рік команда грала у Серії В і знову повернулася в Серію А.

## Досягнення
Серія A:
- Віце-чемпіон (1): 1997

Серія B:
- Чемпіон (1): 2024
- Віце-чемпіон (2): 2009, 2018

Кубок Італії:
- Володар (3): 1992, 1999, 2002
- Фіналіст (2): 1995, 2001

Суперкубок Італії:
- Володар (1): 1999
- Фіналіст (3): 1992, 1995, 2002

Кубок володарів кубків УЄФА:
- Володар (1): 1992–93
- Фіналіст (1): 1993–94

Кубок УЄФА:
- Володар (2): 1995, 1999

Суперкубок УЄФА:
- Володар (1): 1993